# Jan van den Weghe
Jan van den Weghe (Halle, 29 april 1920 - Attenhoven, 26 maart 1988) was een Vlaamse dichter en prozaschrijver.

## Pseudoniem
De schrijver werd geboren als Jan Van De Weghe. Zijn werken verschenen echter onder de naam Jan van den Weghe. 
De dichtbundel "Salto mortale" vormt hierop een uitzondering: de kaft vermeldt immers Jan Vandenweghe, een ander pseudoniem. Op de titelpagina staat echter Jan van den Weghe vermeld.

## Gepubliceerde poëzie, proza en toneel

### Poëzie
- Salto mortale, Hallensia, Halle, 1943;
- De toren van Babel, Be Balden voor de Poëzie, Brussel, 1944;
- Het vat der Danaïden, Justus Lipsius, Brussel, 1962;
- Tussen de regels, Heideland-Orbis, Hasselt, 1977;
- Oogappel uit Sodom, Oribs en Orion, Beveren, 1980.

### Proza
Het gaat om romans tenzij anders vermeld tussen haakjes.
- En elke dag rees weer de zon, Manteau, Brussel en Den Haag, 1963;
- Offerhonden van stro, Manteau, Brussel en Den Haag, 1964;
- Kinderen van Kongo, Manteau, Brussel en Den Haag, 1965 (verhalen), dat bevat: De inlandse schoolmeester, De dood van Jeremia en De halve blanke);
- Een korrel zand, Manteau, Brussel en Den Haag, 1966;
- Het huis boven de melkweg, De Clauwaert, Leuven, 1967;
- De leeuwekuil, Verbeke-Leys, Brugge, 1968;
- De ontmoeting in Eldorado, De Standaard, Antwerpen, 1970;
- Moord in het viermeisjeshuis, Brito, Antwerpen en Utrecht, 1971 (misdaadroman);
- Djiki-djiki, De Roerdomp, Brecht, 1972;
- Boven en onder de evenaar, De Roerdomp, Brecht, 1973 (verhalen), dat bevat: Een graf in de lucht, Zo zuiver als een oog, De dood in Spanje, De vlieg, Vreemd avontuur, Twee doden aan boord, De duivel in het horloge en De blauwe papegaai;
- Liefde en avontuur in Midden-Afrika, De Standaard, Antwerpen, 1973, dat bevat: Offerhonden van stro en En elke dag rees weer de zon;
- De dood van Jeremia, De Sikkel, Kapellen, 1973 (verhaal);
- De dood van Jeremia, De Sikkel, Oostmalle, 1973 (verhaal; bestemd voor het onderwijs);
- Saldo, De Roerdomp, Brecht, 1975;
- Een wilgegroen Opeltje, De Roerdomp, Brecht, 1977;
- Operatie Noach, De Roerdomp, Brecht, 1979;
- De vlieg en andere verhalen, De Sikkel, Oostmalle, 1980 (verhalen);
- Het kristallen paleis, Reinaert Uitgaven, Zele, 1984;
- De furiën, Nioba, Lier en Almere, 1986.

"Het kristallen paleis" en "De furiën" zouden deel uitmaken van het vierdelige "Anker en zon" dat er door het overlijden van de schrijver nooit gekomen is.

### Anderstalig proza
-Chaque jour se levait le soleil, Presse de la Cité, Parijs, 1965.

### Toneel
- Theophilus, Die Poorte, Antwerpen, 1944 (toneel).

## Literaire carrière

### Functies in de literaire tijdschriftenwereld
- Oprichter van "Argus" en "De Meridiaan".
- Redactielid van "Argus", "Arsenaal", " De Meridiaan", Diogenes en "Heibel".
- Hoofdredacteur van "Argus".

### Literaire onderscheidingen
- "Prijs van De Gids" voor het verhaal "Narkissos", 1947;
- "Prijs van Brabant voor Poëzie", eerste prijs, voor de niet uitgegeven dichtbundel "Het vat der Danaïiden", 1950. "Het vat der Danaïden" uit 1962 bevat verzen uit het bekroonde werk. (...) Er werden andere gedichten aan toegevoegd.;
- "Prijs van de provincie Limburg voor Poëzie", tweede prijs, voor de niet uitgegeven dichtbundel "Het vat der Danaïiden", 1950. "Het vat der Danaïden" uit 1962 bevat verzen uit het bekroonde werk. (...) Er werden andere gedichten aan toegevoegd.

## Vlaamse reflex
Zijn Vlaamse reflex blijkt onder meer uit volgend fragment uit "Het kristallen paleis" dat zich grotendeels in Halle, de geboortestad van de schrijver, afspeelt: "Er is echter maar één land op de hele wereld, geloof ik, waar de numerieke meerderheid in een democratisch regime zo lang en zo schandelig geminoriseerd is geworden. Dit land is België." 
Deze Vlaamse reflex vindt zijn oorsprong in zijn opvoeding. Medard-Jules Van den Weghe, vader van de schrijver, heeft in februari 1938 als schepen van onderwijs van Halle niet met zijn christen meerderheid meegestemd in een motie om de straatnaamborden weer tweetalig te maken. Hij is ze na installatie zelfs gaan overschilderen.

## Allerlei
In 1954 richtte hij te Elisabethstad in Belgisch Congo het onafhankelijke weekblad "Standpunten" op.

## Beknopte bibliografie
- Gert Brichau. "Jan Van Den Weghe: agnosticus voor het leven". In: Hallensia, 11, 2, april-juni 1989, 19-26;
- Raymond Clement. "Jan Van den Weghe, kreatie door aliënatie, niet door Halle,… alhoewel?!" In: Hallensia, 10, 4, oktober-december 1988, 2-16:
- Roger Vanbrabant. "Tussen de regels". In: Dietsche Warande en Belfort, 72, 7, 552-554;
- Rik Wouters. ""Zij hoeven niet te weten, hoe ik treur. / Alleen in mijn gedichten bloedt de wonde." Of Hoe Jan van den Weghe levensproblemen en ellende van zich afschrijft". In: Hallensia, 6, 4, oktober-december 1984, 19-26.